# Rädda min son
Rädda min son är en amerikansk TV-film från 1997 regisserad av Jim Abrahams, med bland annat Meryl Streep i rollerna. 
Filmen är baserad på en verklig historia om ett föräldrapar, vars son, Robbie, plötsligt utvecklar epilepsi.
Detta är början på en sann mardröm för den lilla familjen, då läkarna ser Robbies sjukdom som en möjlighet att testa verkningarna av all slags medicin.
Trots de många försök på att bota lidandet förvärras Robbies tillstånd, medan föräldrarna maktlösa måste se på utan att kunna gripa in.
Ända tills Robbins mor hör om en mirakelkur och beslutar att ta sin sons liv i egna händer.